# Chiliochthonius centralis
Chiliochthonius centralis är en spindeldjursart som beskrevs av Vitali-di Castri 1976. Chiliochthonius centralis ingår i släktet Chiliochthonius och familjen käkklokrypare. Inga underarter finns listade i Catalogue of Life.